# Сребърна акула
Сребърната акула (Balantiocheilos melanopterus) е вид риба от семейство Шаранови. Въпреки името си не е истинска акула, но обикновено се нарича така поради торпедното си тяло и големите перки. Тя е застрашена, тъй като популацията им е намаляла с 50% през последните 10 години.

## Разпространение и местообитание
Тази риба се среща в Малайския полуостров, Суматра и Борнео.

## Опидание
Имат сребристо тяло с черно оцветени ръбове по техните гръбначни, опашни, анални и тазови перки. Също така, имат големи очи, и достигат максимална дължина от 35 cm.